# الدريعية
الدريعية قرية سعودية  بمحافظة صامطة الواقعة بمنطقة جازان جنوب غرب السعودية.